# Miguel Itzigsohn
Miguel Itzigsohn foi um  astrônomo argentino. Descobriu vários asteroides, e também estudou cometas.
Foi um diretor de departamento no Observatório Astronômico de La Plata, especializado em astrometria e mecânica celeste, de 1955 a 1972.
O asteroide 1596 Itzigsohn foi assim nomeado em sua homenagem.